# Ябылковец
Ябылковец (болг. Ябълковец) — село в Болгарии. Находится в Кырджалийской области, входит в общину Ардино. Население составляет 244 человека.

## Политическая ситуация
В местном кметстве Ябылковец, в состав которого входит Ябылковец, должность кмета (старосты) исполняет Мюзейен  Зюлкеф Сюлейман (Движение за права и свободы (ДПС)) по результатам выборов правления кметства.
Кмет (мэр) общины Ардино — Ресми Мехмед Мурад (Движение за права и свободы (ДПС)) по результатам выборов в правление общины.